# Parc des Princes
Parc des Princes (česky Park princů) je čtyřhvězdičkový pařížský fotbalový stadion. Pojme 48 712 sedících diváků, domov v něm má klub Paris Saint-Germain FC. Až do postavení Stade de France byl také domácím stadionem francouzské reprezentace. Hostil i několik zápasů Mistrovství světa ve fotbale v letech 1938 a 1998.
Své jméno získal podle parku, ve kterém pořádala v 18. století francouzská královská rodina lovy.

## Galerie

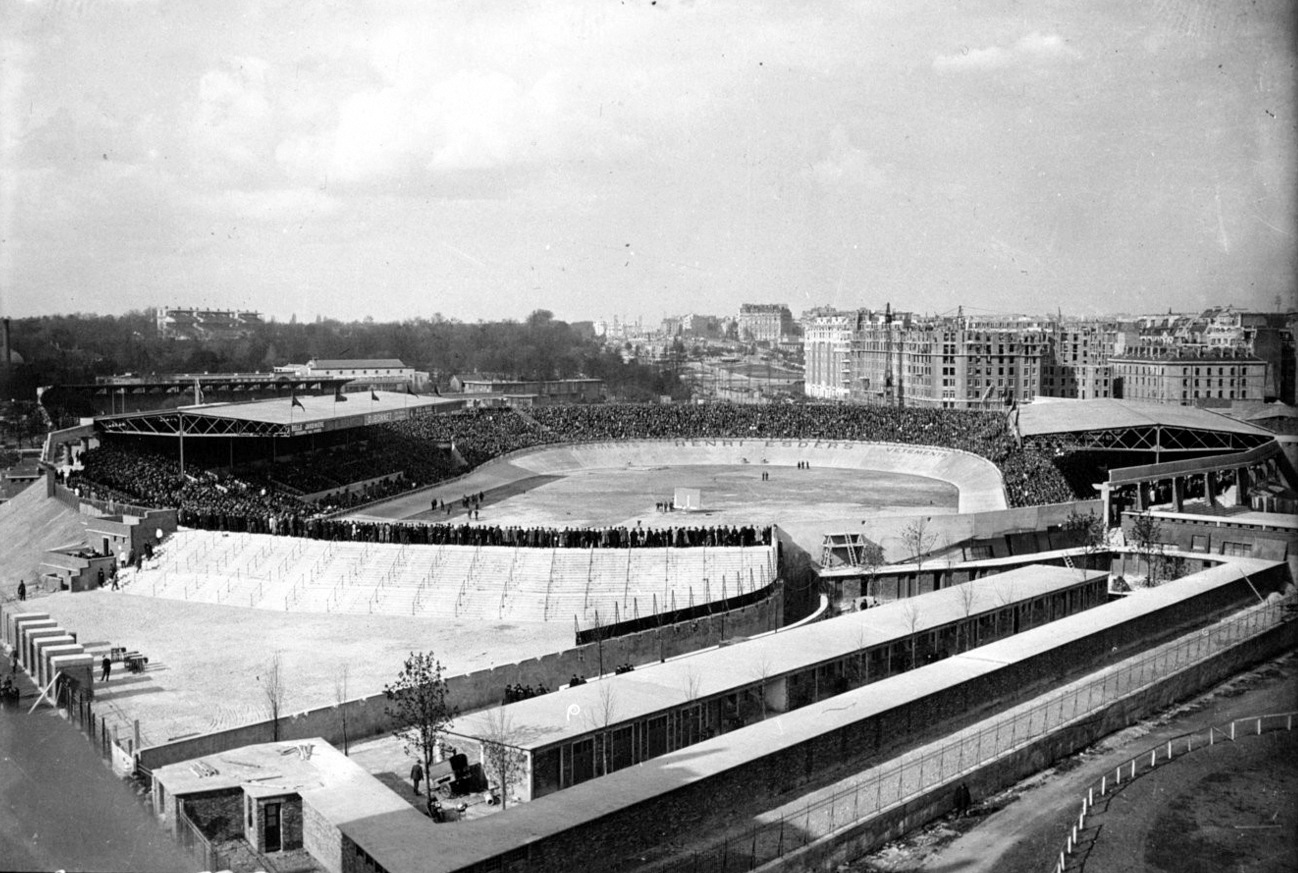
Park princů v roce 1932
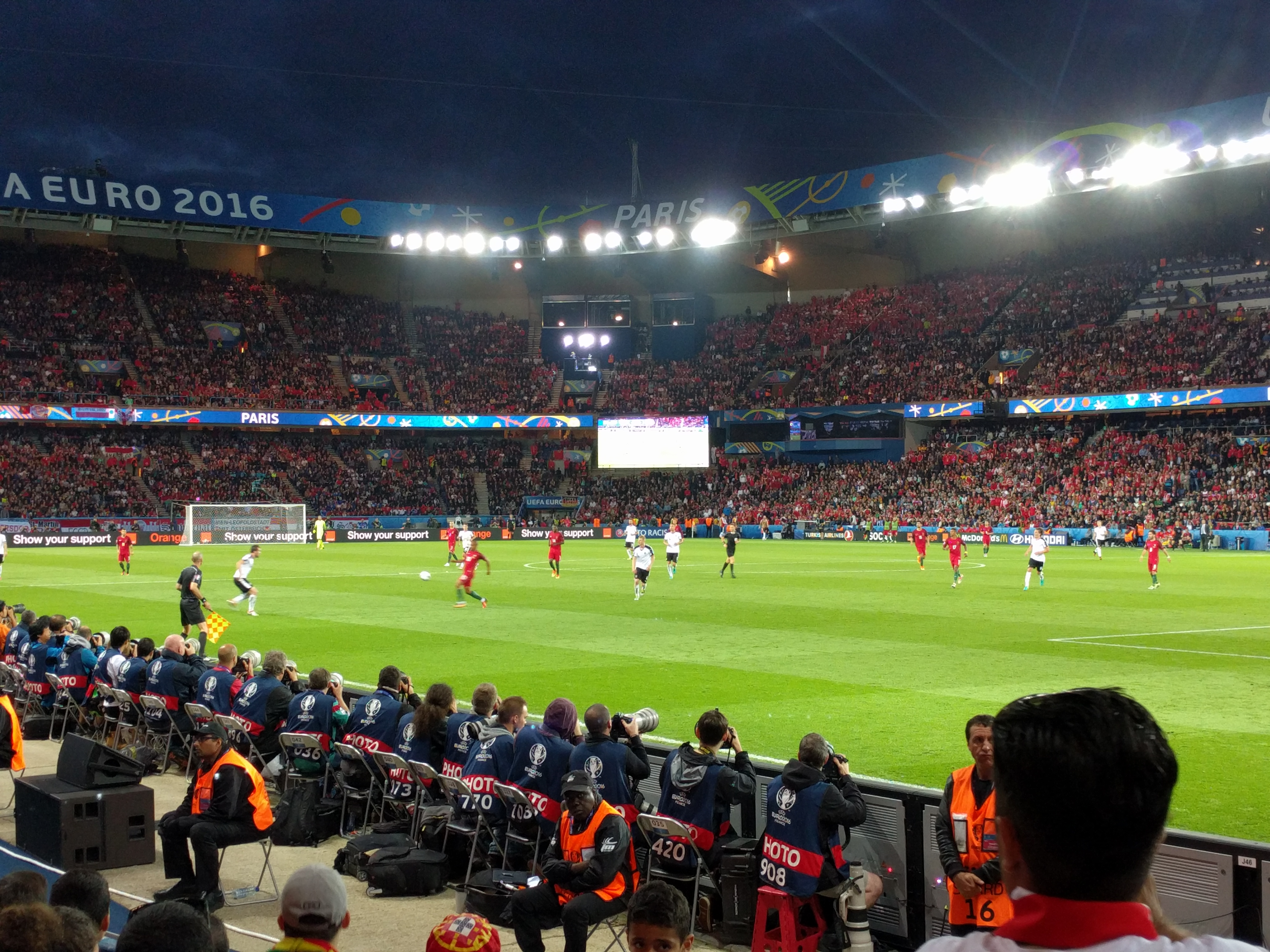
Zápas Portugalsko - Rakousko na ME 2016